# 立花鑑一
立花 鑑一（たちばな あきかず）は、江戸時代中期の筑後国柳河藩の世嗣。通称は美作、美濃。官位は従四位下・山城守。

## 経歴
宝暦12年（1762年）、7代藩主・立花鑑通の四男として柳河御花畠にて出生。実母は寛政重修諸家譜では後藤氏とあるが、実は商家中村氏の娘。幼名は千之進。諱は茂喬、のちに通弘、鑑一。
柳川藩家臣で立花帯刀家分家で父の従兄弟にあたる立花茂雅（伊豆）の養子となり、茂雅の養女（立花茂久の娘）を室とする。
長兄で柳河藩嫡子だった鑑門が寛政元年8月11日（1789年9月29日）に早世し、加えて当初白羽の矢が立った三兄・通厚が嗣子の座を放棄して、鑑一を推薦したので藩主家に戻されて同年11月に嫡子に指名され、鑑一と改名。同年徳川家斉に拝謁し、翌年従五位下山城守に叙任。
寛政3年（1791年）には従四位下に任じられるが、家督を継ぐことなく寛政5年8月9日（1793年9月13日）に32歳で早世した。代わって、弟・鑑寿が嫡子となった。長男・鑑賢は後に柳河藩主となる。